# سجادیه (اهواز)
سجادیه (اهواز)، روستایی از توابع بخش مرکزی شهرستان اهواز در استان خوزستان ایران است.

## جمعیت
این روستا در دهستان الهایی قرار دارد و براساس سرشماری مرکز آمار ایران در سال ۱۳۹۵، جمعیت آن ۹۷ نفر (۲۳خانوار) بوده‌است.